# Blodgivning

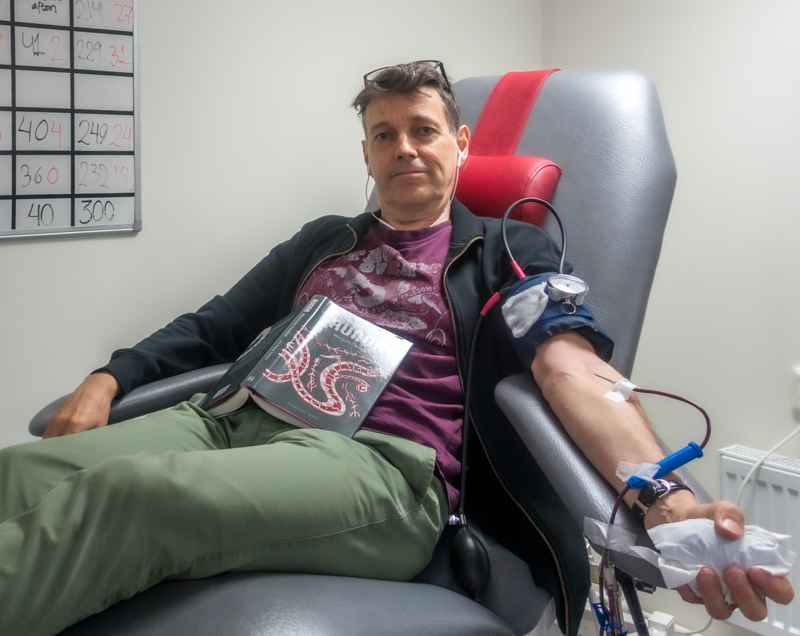
Blodgivning på blodgivningscentral i Stockholm 2020.

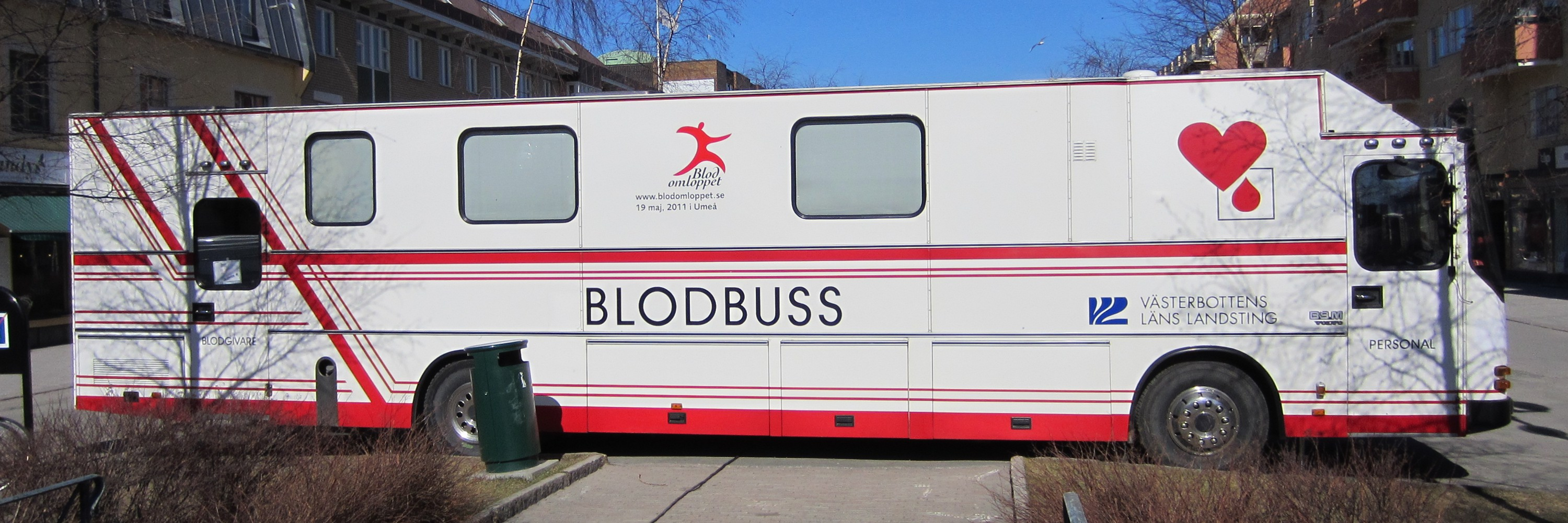
I Sverige ställer sig "blodbussar" ofta centralt för att kunna samla in blod.

Blodgivning är en procedur där frivilliga blodgivare donerar blod som sedan används i sjukvården. Blodgivning är numera helt nödvändig för att den moderna sjukvården skall fungera. Svenska blodgivare gav 2010 knappt 500 000 donerade godkända påsar blod, där varje påse rymmer 4,5 dl. Trenden är svagt minskande, och 2022 var antalet påsar cirka 363 000.

## Historik
Från början tillämpades direkttransfusion. När koagulation kunde förhindras, tappades blodet i 1-liters glasflaskor med antikoagulantia. Rent praktiskt gick det till så att flaskan stod på en platta som roterade, så att blodet blandades med den antikoagulantia som fanns i flaskan. Det var viktigt att tappningsaggregatet sattes i glasflaskans gummipropp på rätt sätt, så att luft i flaskan kunde passera ut i samma takt som blodet rann ner i flaskan, annars fanns risk för att övertryck bildades och blodgivaren kunde få en luftemboli. Mängden blod vid tappningen var svår att uppskatta, så mängden tappat blod kunde variera avsevärt. När blodet fått stå i rumstemperatur ett antal timmar kunde man suga bort plasma och framställa till exempel tvättat blod genom upprepad tvätt med fysiologisk NaCl-lösning.
I och med plastpåsarnas intåg minskade riskerna för luftembolier till noll och blodgivarna behövde inte övervakas lika rigoröst. Dessutom kom blodvaggor med inbyggda vågar med ett larm som indikerade när rätt mängd tappats. I dag är blodvaggorna automatiska och stoppar tappningen helt vid rätt mängd blod.
För att säkerställa hög kvalitet och säkerhet på blod och blodkomponenter och för att förhindra att smitta överförs vid transfusion, är all blodverksamhet strikt reglerad genom föreskrifter från Socialstyrelsen; Socialstyrelsens föreskrifter om blodverksamhet (SOSFS 2009:28). I gällande föreskrifter får en person inte ge blod om den till exempel haft samlag i utbyte mot pengar, injicerat narkotika, anabola steroider eller andra preparat utanför sjukvårdens regi, eller om personen är man och har haft samlag med en annan man. Däremot tillåts personer som har haft ett sexuellt riskbeteende att lämna blod om minst 6 månader har gått sedan senaste risktillfället. Personer med sexuellt riskbeteende avser också kvinnor som har haft sexuellt umgänge med en man vilken i sin tur har haft sexuellt umgänge med en man.
Första blodgivarbussen
Sveriges första blodgivarbuss invigdes den 31 maj 1960 utanför Stockholms stadshus, och var då den enda i sitt slag i Norden. Bussen hade kostat 145 000 kronor, hade ett laboratorium och fyra platser för blodgivning samt sköttes av en personal på sex personer.

## Blodgivarkompensation

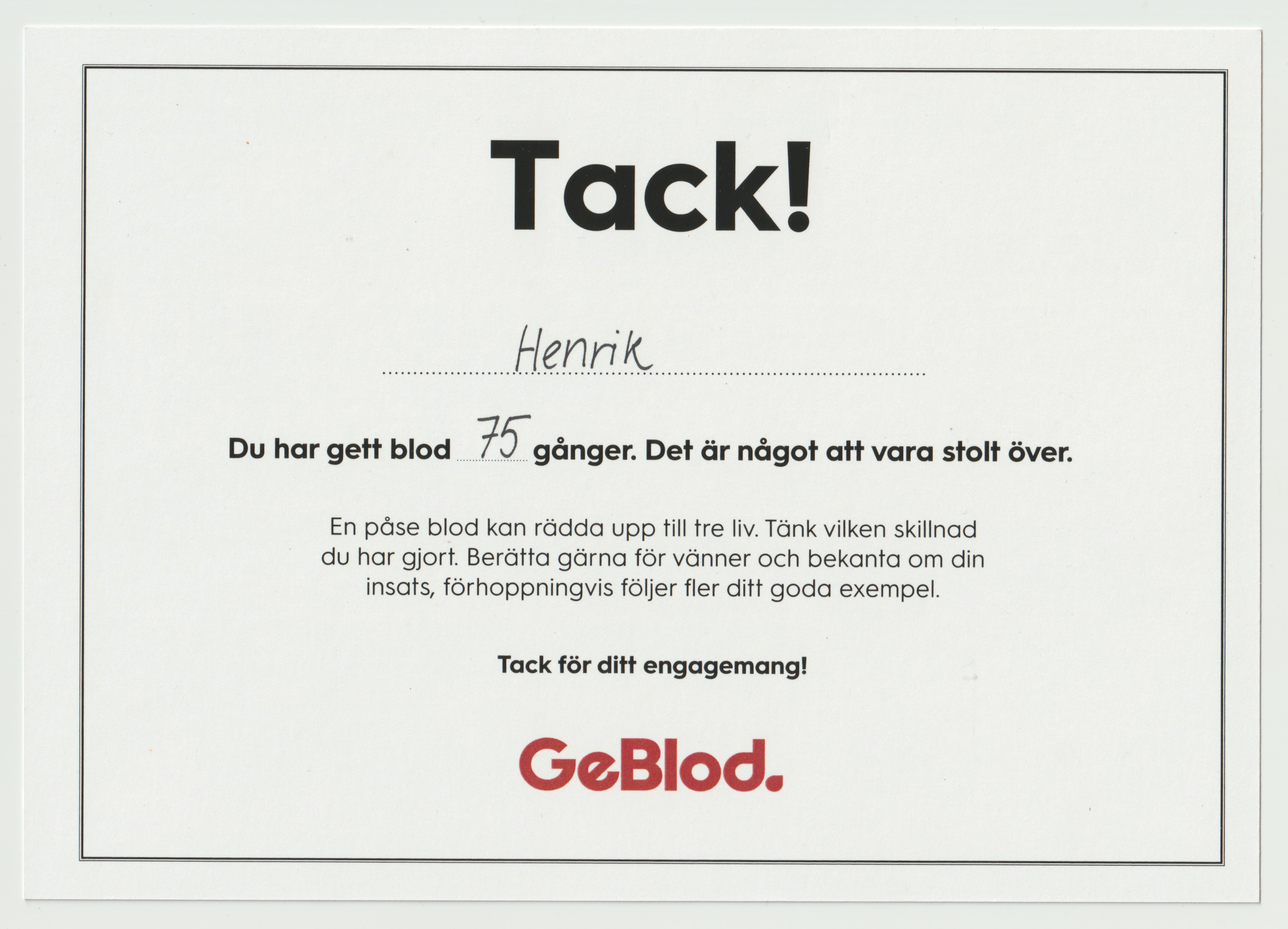
Blodgivning i Sverige ger företrädesvis icke-monetära utmärkelser. Här visas ett svenskt diplom från 2025 för 75 fullgjorda blodgivningar.

År 1997 satte WHO upp som mål att alla bloddonationer skulle komma från obetalda frivilliga blodgivare. Dock visade en undersökning från 2006 att endast 49 av 124 länder hade infört detta mål som standard. Vissa länder, till exempel Tanzania, har arbetat hårt för att nå upp till detta mål. Från att år 2005 ha haft 20 procent frivilliga och obetalda blodgivare hade siffran höjts till 80 procent år 2007. Men 68 av 124 länder visade mycket små, om inte obefintliga, framsteg i frågan. I några länder, till exempel Brasilien och Australien, är det olagligt att i någon form kompensera för blodgivning eller annan vävnadsdonation.
Blodgivare som ger blod regelbundet ges ofta någon sorts icke-monetär utmärkelse. En vanlig förmån kan vara att man får ledigt från jobbet den tid det tar att lämna blod. I Italien ges blodgivarna betald ledighet från jobbet hela den dag som de lämnar blod. Blodcentraler kan ibland också ge uppmuntran i form av gratis t-shirtar, första hjälpen-lådor och liknande saker. I Sverige uppger 65 procent att de tycker att arbetsgivare bör tillåta blodgivning på arbetstid.

## Vad händer med blodet?

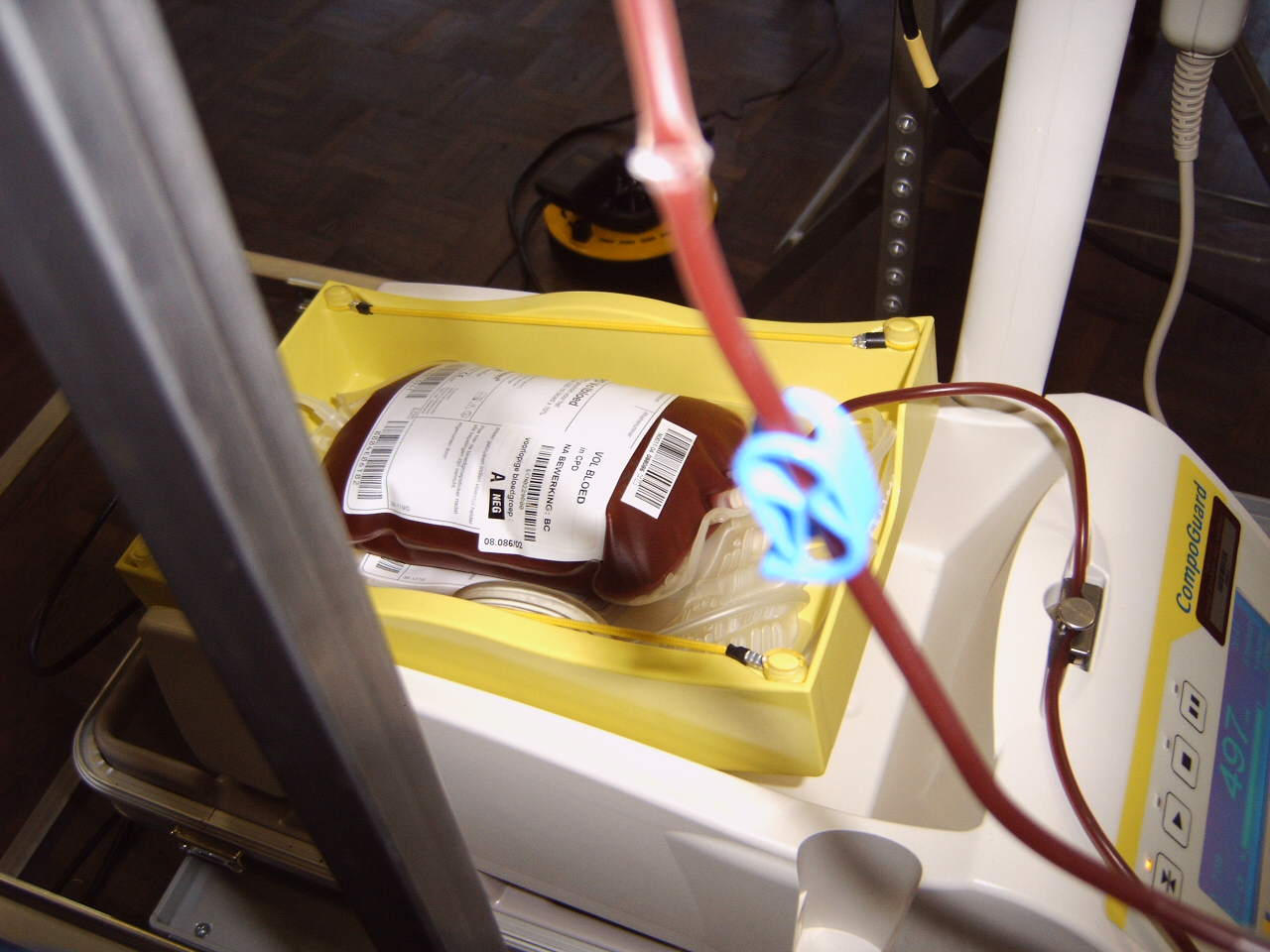
Blodet tappas och förvaras i flerkomponentpåsar.

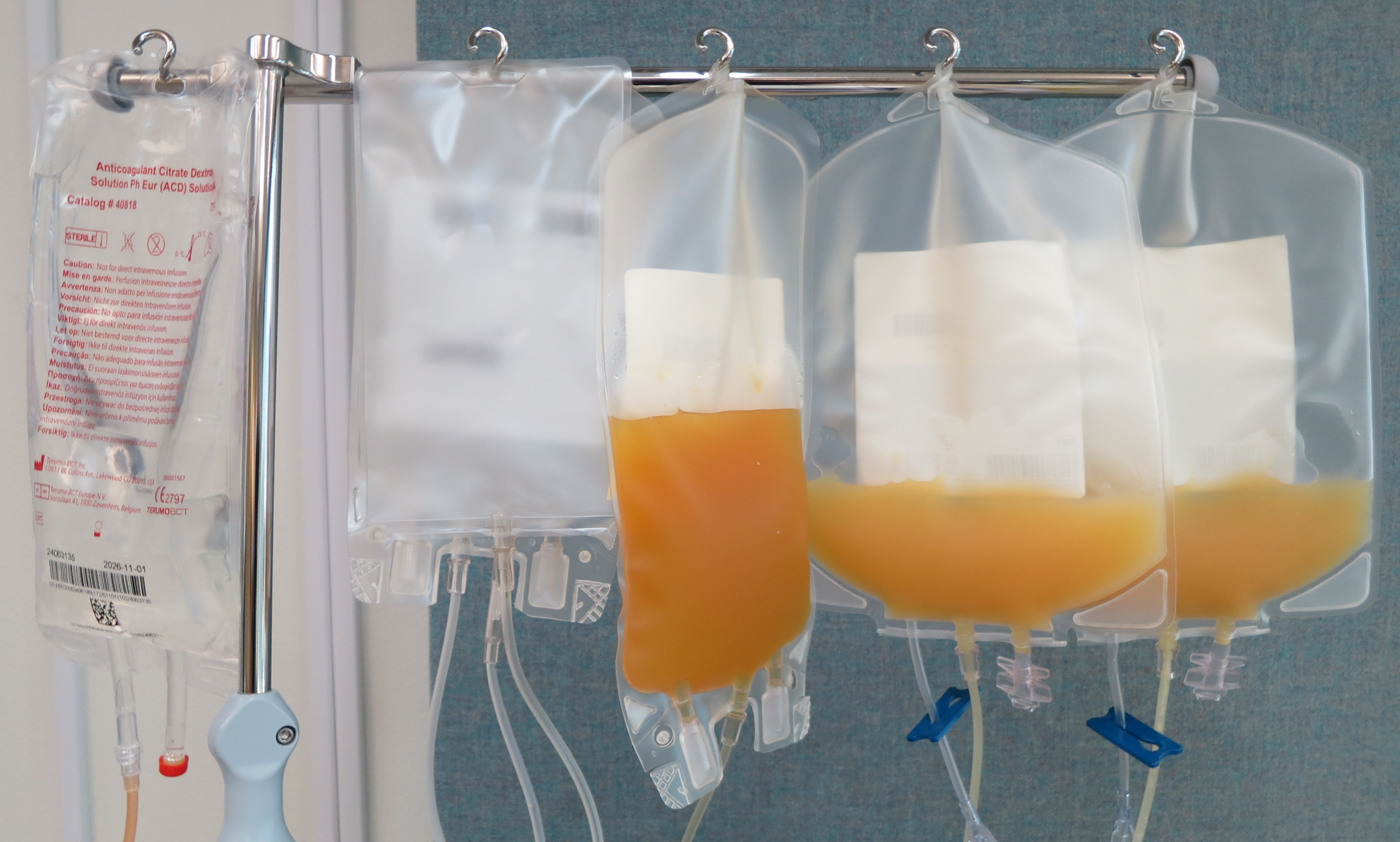
Vid trombocytgivning extraheras vanligen blodplasma (här i mitten) samt trombocyter (här till höger) samtidigt som givaren får tillbaka de röda blodkropparna.

Allt blod som tappas kontrolleras innan det används, även om blodgivaren har blivit godkänd vid ett tidigare tillfälle. Blodet testas för olika virus, bland annat HIV, hepatit C och syfilis.
Efter tappningen, i flerkomponentpåsar av plast, förvaras blodet i rumstemperatur. Därefter centrifugeras påsarna. De röda blodkropparna lägger sig i botten på tappningspåsen, plasman lägger sig överst och i mellanskiktet finns vita blodkroppar och trombocyter. I det slutna system som flerkomponentsystemet utgör, delas blodet upp i olika fraktioner; erytrocytkoncentrat, blodplasma och buffy-coat. Erytrocytkoncentraten och en del plasma förvaras i kylskåp/kylrum. Övrig plasma förvaras som färskfryst plasma som är rik på faktor V och VIII. Det mesta av plasman går till läkemedelsföretag. Den utgör värdefull råvara vid framställning av renade plasmakomponenter såsom AHF-preparat, albumin, gammaglobulin, fibrinogen med mera.
Det finns även helautomatiska system som separerar plasma från blodet, genom centrifugering, och ger tillbaks blodkropparna till donatorn.

## Homosexuella män som blodgivare
Reglerna för homosexuella blodgivare varierar mellan länderna. I Sverige gick RFSL ut i januari 1983 med uppmaningen till landets homo- och bisexuella män att inte lämna blod. 2020 anser RFSL att karenstiden för män som har sex med män (MSM) bör vara fyra månader. Opinionskampanjen "regnbågsblod" har under senare hälften av 2010-talet förespråkat att screening för blodgivning ska utgå från sexuellt riskbeteende snarare än sexuell läggning.
År 2010 ändrade Socialstyrelsen reglerna kring blodgivning så att även homosexuella män, som inte haft sex på ett år, kan lämna blod. Därmed blev Sverige ett av de första länderna att tillåta homosexuella och bisexuella män att lämna blod, efter Australien, Kanada och Nya Zeeland. I maj 2021 sänkte Socialstyrelsen karenstiden i Sverige från 12 månader till 6 månader.